# 김규동 (시인)
김규동(金奎東, 1925년 2월 13일~2011년 9월 28일)은 대한민국의 시인이다.

## 인물
1925년 함경북도 출신 시인으로 1948년에 스승 김기림 시인을 찾아 단신 월남하여 교사, 언론인, 출판인으로 활동하고 모더니즘 경향의 시를 썼다.
50년대에는 박인환-김차영-조향-이봉래-김경린과 함께 ‘후반기’ 동인을 결성해 음풍농월식 서정 기조의 기존 문단에 커다란 충격을 던졌고 이후 전후 문학의 흐름을 이끌었다.
쉬르레알리즘에 경도하여 시론을 저술하고 영화 평론에도 적극 참여했다.
70, 80년대에는 군사독재에 저항하는 민주화 운동에 가담한 이후 민중의식에 근거한 리얼리즘과 민족통일 지향의 시를 통해 재야에서 주요한 역할을 했다.
80세에 마지막 시집을 내고 통일의 날을 기다리던 시인은 북에 홀로 남기고 온 모친을 그리며 2011년 9월 타계했다.

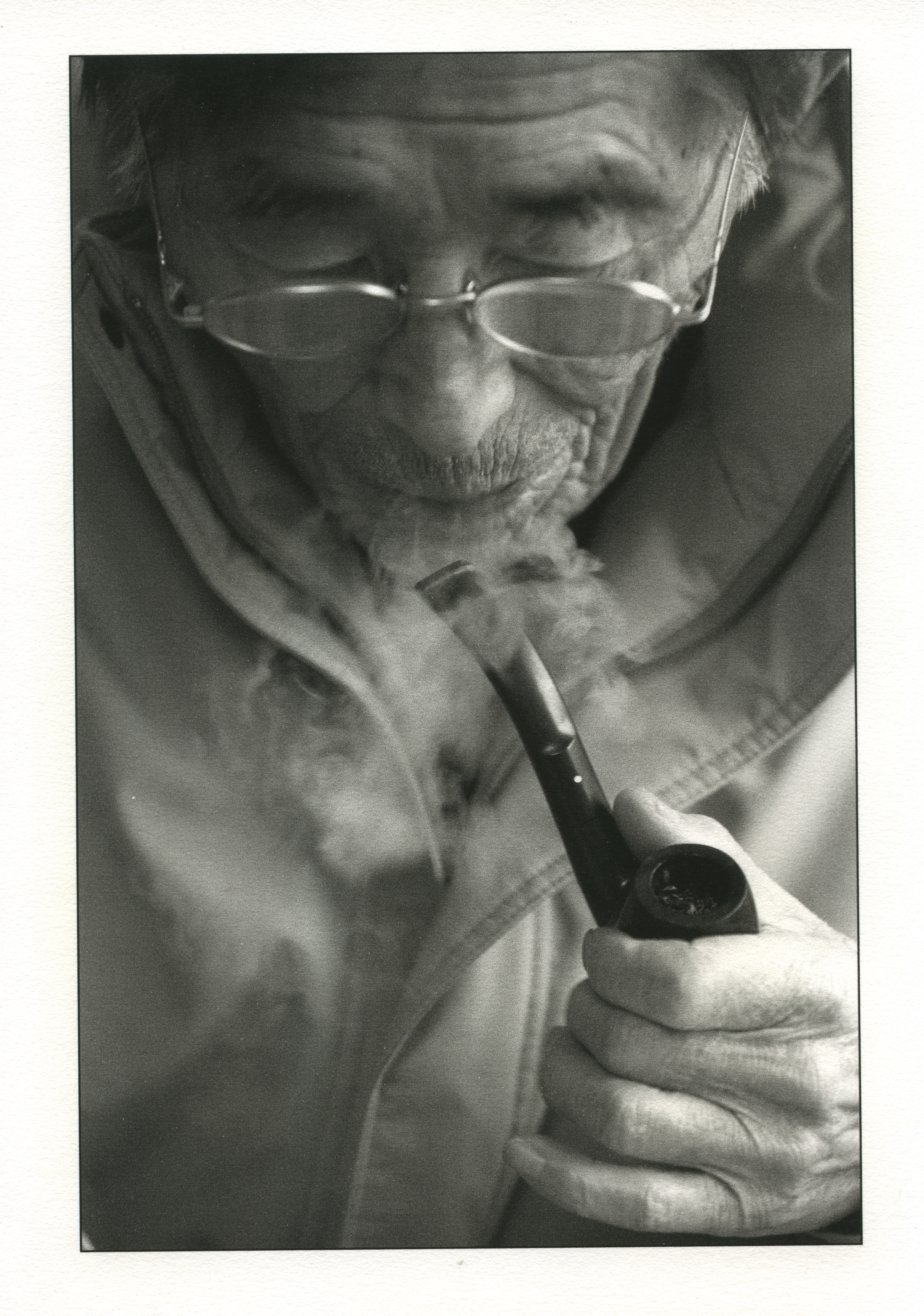
만년의 김규동 시인

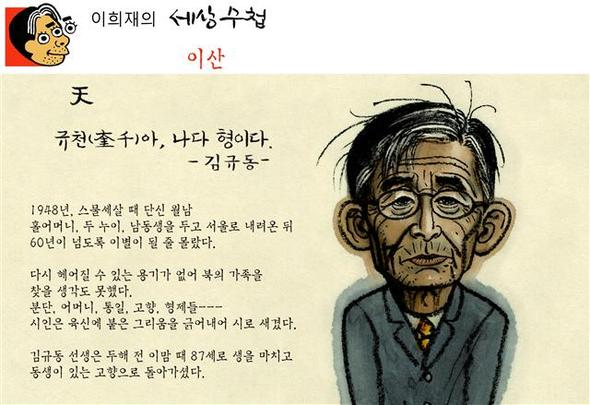
2주기 한겨레신문 삽화

## 생애와 시작 활동

### 생몰
1925. 2. 13. - 2011. 9. 28.

### 출생지
함경북도 종성군 행영읍 행영리

### 활동
부친이 의사인 집안에서 장남으로 태어났다. 명동학교를 졸업한 부친 슬하에서 민족의식을 키웠다. 함북 경성고보를 거쳐 연변의대와 평양종합대학(현 김일성대학교) 조선어문학과에서 수학했다. 경성고보 시절 영어교사였던 시인 김기림의 큰 영향을 받았다. 그의 경성고보 동문으로는 영화감독 신상옥, 시인 이활, 의사 김규천 등이 있다.

1948년 『예술조선』에 시 「강」을 발표하여 문학 활동을 시작했으며, 1951년 박인환‧김경린 등과 함께 『후반기』 동인을 결성했다. 후반기는 後半期 또는 后半期로 새로운 문학의 시대를 의미하는 대표 시어였다. 그는 후반기 동인 활동을 통해 ‘우리는 좌익도 아니고 우익도 아니다. 우린 모더니즘이다’라고 외쳤다. 그는 정치에 있어서 여운형 선생 같은 인격의 보유, 문학에 있어서 김기림·정지용 같은 진보적 시인이 보여준 예술성의 고수를 중시하여 문학의 “사상성”과 “예술성”을 동시에 구현하는 것이 “세계문학과 같이 가는 유일한 길”임을 선언한 모더니스트였다.

시작 활동은 크게 세 시기로 구분해 볼 수 있다. 첫 번째 시기는 『나비와 광장』(1955), 『현대의 신화』(1958) 등을 발간했던 후반기 활동부터 1960년대 초까지의 시기이다. 『나비와 광장』과 『현대의 신화』는 현대문명에 대한 비판적 인식에 더하여 한반도의 전쟁이 가져온 불안과 절망을 묘사하고, 그 상황 안에서 희망의 징표로 삼아야 할 지적 신화를 제시하고 있다. 모더니즘의 스승인 김기림의 인식과 비판이 세계사적인 전망 아래서 이루어진 추상적이고 본질적인 것이었다면, 김규동의 시적 모색은 좀 더 구체적이고 역사적인 관찰이었다. 이 시기에 그는 「포대가 있는 풍경」, 「뉴스는 눈발처럼 휘날리고」, 「보일러 사건의 진상」 등에서 볼 수 있는 것처럼 전쟁과 도시, 서구문명, 역사와 현실의 본질을 분석적으로 다루면서도 예리하고 독특한 감성이 수반된 시들을 발표했다.

1970년대에 들어서면서 그의 시는 변모를 보이는데 이 두 번 째 시기의 문학적 추구는 시집 『죽음 속의 영웅』(1977),『오늘 밤 기러기떼는』(1989),『생명의 노래』(1991), 평론집 『어두운 시대의 마지막 언어』(1979) 등을 통해 확인할 수 있다. 모더니스트로서의 특질을 지닌 채 리얼리즘의 세계에 새롭게 접근한 『죽음 속의 영웅』은 지식인의 운명적 고뇌를 초극의 의지와 함께 표현했다. 김규동은 1974년 민주회복국민회의 국민선언에 주도적으로 참여하고, 1975년 자유실천문인협의회 고문에 임하는 등 독재가 강화되어가는 유신체제에 저항하는 자유인이었다. 이후 그의 시는 통일, 어머니, 민주·민중, 노동, 종교 등의 주제로 민족의 현실적인 고통을 형상화했다. 문학의 사상성을 통해 내외의 변혁을 기도하는 사회개조적 모더니스트로서의 면모를 보였다고 할 수 있다.

2000년대 들어서 나온 시인의 시집 『느릅나무에게』(2005)는 그의 세 번 째 시작 여정을 보여 준다. 김규동은 디아스포라의 시인으로서 민족분단의 고통, 극복의 의지, 정신의 힘, 고향에 대한 그리움을 노년의 깨달음과 결합하여 잔잔히 기록했다. 그는 『느릅나무에게』를 통해 젊은 시절 주목했던 사상성과 예술성을 시의 신화 안에서 재결합하는 원숙미를 보여줬다. 『느릅나무에게』에 수록된 「어머니는 다 용서하신다」, 「느릅나무에게」, 「육체로 들어간 진달래」, 「역사」, 「그날에」와 같은 작품들은 민족, 고향과 모성, 사랑, 시대정신을 노래하면서 기억과 영탄에 그치지 않고 모더니스트다운 점검과 정신적 도전으로 자신의 ‘문학문명’에 관한 인식을 전하고 있다.

시인이 남긴 주요 시집으로는 『나비와 광장』(1955), 『현대의 신화』(1958), 『죽음 속의 영웅』(1977), 『오늘 밤 기러기떼는』(1989), 『느릅나무에게』(2005) 등이 있고, 시선집 『하나의 세상』(1987), 『길은 멀어도』(1991) 등이 있다. 2011년 시인의 타계 몇 개월 전, 그의 시 432편을 모은 『김규동 시전집』이 창비에서 발간되었다. 평론 활동을 병행하여 『새로운 시론』(1959), 『지성과 고독의 문학』(1962), 『어두운 시대의 마지막 언어』(1979) 등의 저술을 냈으며, 산문집 『어머님전 상서』(1987), 『시인의 빈 손』(1994)과 만년 병상에서의 구술을 통해 작성된 자전에세이 『나는 시인이다』(2011)도 발간되었다.

## 저술 연표
01. 1955 시집      나비와 광장 (산호장)
02. 1958 시집      현대의 신화 (덕연문화사)
03. 1959 시론집   새로운 시론 (산호장)
04. 1962 수필집   지폐와 피아노 (한일출판사)
05. 1962 평론집   지성과 고독의 문학 (한일출판사)
06. 1972 일반서   현대시의 연구 (한일출판사)
07. 1977 시집      죽음 속의 영웅 (근역서재)
08. 1979 평론집   어두운 시대의 마지막 언어 (백미사)
09. 1985 시선집   깨끗한 희망 (창비)
10. 1987 산문집   어머님전 상서 (한길사)
11. 1987 시선집   하나의 세상 (자유문학사)
12. 1989 시집      오늘밤 기러기떼는 (동광출판사)
13. 1991 수필집   어머니 지금 몇 시인가요 (도서출판나무)
14. 1991 시집      생명의 노래 (한길사)
15. 1991 시선집   길은 멀어도 (미래사)
16. 1994 산문집   시인의 빈 손 (소담출판사)
17. 2005 시집      느릅나무에게 (창비)
18. 2011 시전집   김규동 시전집 (창비)
19. 2016 시선집   5주기 기념문집 죽여주옵소서 (창비)

## 약력
1948 서울 상공중학교(현 중대부고) 교사, 예술조선 강 발표
1951 후반기 동인 운동(-1953.12), 연합신문 문화부장
1954 한국일보 문화부장
1957 삼중당 편집주간
1960 자유문인협회상 수상
1960 한일출판사 운영
1976 앤솔로지 『실험실』 간행
1988 시각(전각) 작업 시작
1996 대한민국 은관문화훈장 수훈
2001 통일염원 시각전 119점 전시
2006 만해문학상 수상
2011 대한민국 예술원상 수상

70년대부터 자유실천문인협의회, 한국민족예술인총연합, 민족문학작가회의 고문 역임

## 시편
『느릅나무에게』(2005) 중에서
<느릅나무에게>

나무
너 느릅나무
50년 전 나와 작별한 나무
지금도 우물가 그 자리에 서서
늘어진 머리채 흔들고 있느냐
아름드리로 자라
희멀건 하늘 떠받들고 있느냐
8ㆍ15 때 소련병정 녀석이 따발총 안은 채
네 그늘 밑에 누워
낮잠 달게 자던 나무
우리 집 가족사와 고향 소식을
너만큼 잘 알고 있는 존재는
이제 아무 데도 없다
그래 맞아
너의 기억력은 백과사전이지
어린 시절 동무들은 어찌 되었나
산 목숨보다 죽은 목숨 더 많을
세찬 세월 이야기
하나도 빼지 말고 들려다오
죽기 전에 못 가면
죽어서 날아가마
나무야
옛날처럼
조용조용 지나간 날들의
가슴 울렁이는 이야기를
들려다오
나무, 나의 느릅나무.
<육체로 들어간 진달래>

먹었단 말입니다
연한 이파리
무지개 같은 진달래를
순이와 난 따 먹었어요
함경도의 3월은
아직 쌀쌀하나
허전한 육체에
꽃은 피로 녹아
하늘하늘 떨었지요

나 보기가 역겨워 가실 때에는
사뿐히 즈려 밟고 가시옵소서
평안도 약산 시인은
노래했으나
밟고 가다니 사치 하잖아요
먹었단 말입니다
심장으로 들어가게 했지요

모란이 피기까지는
기다리겠노라
전라도 강진 시인은 노래했으나
도대체 뭘 기다린단 말인가요
모란이 뭔지도 모르는 바람 센 땅에서
기다릴 것도 없이
우린 불붙듯 하는
진달래를 따 먹었어요

여름내 땀 흘려 농사짓고
겨울엔 이태준의 『문장』 잡지를 읽는
이름 없는 농부의 딸 순이와 나는
입술같이 연한
진달래 이파리를 따 먹었어요

순인 북에 있고
난 남쪽에 있으나
둘의 심장으로 들어간 진달래꽃만은
세월이 가도
고동치며 돌고 있답니다
사시사철 꽃은 피고 있답니다.

## 저작 관련 키워드
갈잎피리
깨끗한 희망
나비와 광장
낙엽
생명의 노래
오늘밤 기러기떼는
죽음속의 영웅
평화에의 증언
하나의 세상
한국의 명시편
한반도 시인 33
현대의 신화
15일만에 다녀온 3천년[좌담]
기교주의 시론의 비평
김차영 시집 ‘부릅뜬 태풍의 눈’
다양 속의 통일
말의 혼란 속에서
메타포와 형상화의 철학
모더니즘의 역사적 의의
바다의 이미지에 대하여
박인환론
생명의 원초적 파악과 언어
세계시의 수준과 우리시
시보다 인간을 더 사랑한 시인—내가 만난 김기림선생
시와 낭독
시와 행동과 시인
시인의 안테나와 오늘의 말
신세대 시인론
우리 시가 걸어온 길
우리 시와 쉬르레알리즘
이메지와 제3의 차원
자아의식과 비평
존재와 언어
표현과 창조의식 기법면에서 본 신시 70년
해방 30년의 시와 시정신
현대시의 사상
현대시의 위치
현대시의 주제—주제론
문학강화
새로운 시론
어두운 시대의 마지막 언어
지성과 고독의 문학
한국 현대시 해설
현대시의 연구
달아오를 아궁이를 위한 시
두만강
느릅나무에게

## 참고 문헌
『한국현대문학대사전』, 서울대학교출판부, 2004, 권영민
『귀환』, 한길사, 2009, 임철규
『시와시학』, 시와시학, 2007, 여름호
『느릅나무에게』, 창비, 2005, 김규동
『김규동시전집』, 창비, 2011, 김규동
『시인』, 도서출판시인, 2011, 제14권
『1950년대 모더니즘—시의 표정』, 선인, 2011, 김은영
『김규동 깊이 읽기』, 푸른사상, 2012, 맹문재
『5주기기념문집 죽여주옵소서』, 창비(김규동기념사업회), 2016, 김정환·김사인